# Râul Granița
Râul Granița este un afluent al râului Neagra Șarului. 